# جداشدگی عاطفی
جداشدگی عاطفی به معنای انفصال یا گسستگی از احساسات دیگران است. با اینکه جداشدگی عاطفی می‌تواند فرد را از اضطراب، آسیب و استرس محافظت کند، همچنین می‌تواند در سلامت اجتماعی، عاطفی و روانی او اختلال ایجاد نماید. این حالت می‌تواند شامل ناتوانی یا بی‌میلی نسبت به درگیر شدن در زندگی عاطفی دیگران باشد.